# Inma Cuestaová
Inma Cuestaová, rodným jménem Inmaculada Cuesta Martínez, (* 25. června 1980 Valencia) je španělská filmová a divadelní herečka.
Je absolventkou divadelní školy v Córdobě. Od roku 2005 hrála v divadelním muzikálu Hoy no me puedo levantar a o rok později byla obsazena do televizního seriálu Amar en tiempos revueltos, v roce 2007 natočila svůj první film. Jako modelka se objevila na obálce časopisu FHM. Spolupracovala s Pedrem Almodóvarem na filmu Julieta a s Asgharem Farhadim na filmu Všichni to vědí. Podílí se na kampani organizace CEAR na pomoc uprchlíkům.
V roce 2016 získala Cenu Feroz za titulní roli ve filmu Nevěsta. Třikrát byla nominována na Cenu Goya pro nejlepší herečku v hlavní roli. V roce 2019 jí byla udělena Medalla de Andalucía.

## Filmografie
- 2007 Hledám tu pravou
- 2010 Velký dům
- 2011 Bratranci v akci
- 2011 Němý hlas
- 2012 Sněhurka: Jiný příběh
- 2012 Zásahová jednotka č. 7
- 2013 Tři svatby navíc
- 2015 Nevěsta
- 2016 Julieta
- 2016 Kapitán Kóblic
- 2018 Všichni to vědí
- 2019 Druhý život, jedna láska